# Dameneishockey Bundesliga
Dameneishockey-Bundesliga är Österrikes toppdivision i damishockey. Serien organiseras av Österrikes ishockeyförbund. 2013 fanns 652 kvinnliga ishockeyspelare i Österrike. Ligan startades inför säsongen 1998/1999. Säsongen 2004/2005 medverkade österrikiska lag även i internationella Elite Women's Hockey League (EWHL).

## Medaljer
| Säsong    |                           |                             |                             |
| 1998/1999 | Gipsy Girls Villach       | Vienna Flyers               | DEHC Red Angels Innsbruck   |
| 1999/2000 | Gipsy Girls Villach       | EHV Sabres Wien             | ingen bronsmedaljör korad   |
| 2000/2001 | Vienna Flyers             | EHV Sabres Wien             | ingen bronsmedaljör korad   |
| 2001/2002 | EHV Sabres Wien           | Vienna Flyers               | ingen bronsmedaljör korad   |
| 2002/2003 | EHV Sabres Wien           | EC The Ravens Salzburg      | DEC Dragons Klagenfurt      |
| 2003/2004 | EHV Sabres Wien           | EC The Ravens Salzburg      | DEC Dragons Klagenfurt      |
| 2004/2005 | EHV Sabres Wien           | EC The Ravens Salzburg      | DEC Dragons Klagenfurt      |
| 2005/2006 | DEHC Red Angels Innsbruck | Gipsy Girls Villach         | 1. DEC Devils Graz          |
| 2006/2007 | Gipsy Girls Villach       | DEHC Red Angels Innsbruck   | 1. DEC Devils Graz          |
| 2007/2008 | DEC Dragons Klagenfurt    | SPG Kitzbühel/Salzburg      | Gipsy Girls Villach         |
| 2008/2009 | EC The Ravens Salzburg    | SG Sabres/Flyers United     | DEC Dragons Klagenfurt      |
| 2009/2010 | SPG Kitzbühel/Salzburg    | HK Celeia, Slovenien        | HK Triglav Kranj, Slovenien |
| 2010/2011 | Neuberg Highlanders       | HK Triglav Kranj, Slovenien | EHV Sabres Wien II          |
| 2011/2012 | Neuberg Highlanders       | EHV Sabres Wien II          | HDK Maribor, Slovenien      |
| 2012/2013 | Neuberg Highlanders       | HDK Maribor, Slovenien      | KHL Grič Zagreb, Kroatien   |

### Fotnoter
1. ↑  IIHF, http://www.iihf.com/iihf-home/countries/austria.html.